# Trentepohlia fuscoterminalis
Trentepohlia fuscoterminalis är en tvåvingeart som beskrevs av Alexander 1949. Trentepohlia fuscoterminalis ingår i släktet Trentepohlia och familjen småharkrankar. Inga underarter finns listade i Catalogue of Life.